# Cormelles-le-Royal
Cormelles-le-Royal és un municipi francès situat al departament de Calvados i a la regió de Normandia. L'any 2007 tenia 4.431 habitants.

## Demografia

### Població
El 2007 la població de fet de Cormelles-le-Royal era de 4.431 persones. Hi havia 1.780 famílies de les quals 448 eren unipersonals (192 homes vivint sols i 256 dones vivint soles), 608 parelles sense fills, 584 parelles amb fills i 140 famílies monoparentals amb fills.
La població ha evolucionat segons el següent gràfic:
Habitants censats

### Habitatges
El 2007 hi havia 1.846 habitatges, 1.798 eren l'habitatge principal de la família, 7 eren segones residències i 41 estaven desocupats. 1.504 eren cases i 337 eren apartaments. Dels 1.798 habitatges principals, 1.165 estaven ocupats pels seus propietaris, 619 estaven llogats i ocupats pels llogaters i 14 estaven cedits a títol gratuït; 78 tenien una cambra, 132 en tenien dues, 214 en tenien tres, 498 en tenien quatre i 876 en tenien cinc o més. 1.480 habitatges disposaven pel capbaix d'una plaça de pàrquing. A 890 habitatges hi havia un automòbil i a 729 n'hi havia dos o més.

### Piràmide de població
La piràmide de població per edats i sexe el 2009 era:
| Homes | Edats   | Dones |
| ----- | ------- | ----- |
| 0     | 95 o +  | 12    |
| 8     | 90 a 94 | 28    |
| 12    | 85 a 89 | 28    |
| 16    | 80 a 84 | 20    |
| 52    | 75 a 79 | 100   |
| 44    | 70 a 74 | 56    |
| 128   | 65 a 69 | 124   |
| 120   | 60 a 64 | 148   |
| 136   | 55 a 59 | 112   |
| 188   | 50 a 54 | 184   |
| 180   | 45 a 49 | 176   |
| 232   | 40 a 44 | 216   |
| 108   | 35 a 39 | 160   |
| 140   | 30 a 34 | 128   |
| 136   | 25 a 29 | 108   |
| 188   | 20 a 24 | 140   |
| 216   | 15 a 19 | 156   |
| 208   | 10 a 14 | 140   |
| 156   | 5 a 9   | 120   |
| 92    | 0 a 4   | 100   |

## Economia
El 2007 la població en edat de treballar era de 2.911 persones, 2.091 eren actives i 820 eren inactives. De les 2.091 persones actives 1.891 estaven ocupades (990 homes i 901 dones) i 200 estaven aturades (103 homes i 97 dones). De les 820 persones inactives 333 estaven jubilades, 294 estaven estudiant i 193 estaven classificades com a «altres inactius».

### Ingressos
El 2009 a Cormelles-le-Royal hi havia 1.876 unitats fiscals que integraven 4.708 persones, la mediana anual d'ingressos fiscals per persona era de 19.196 €.

### Activitats econòmiques
Dels 224 establiments que hi havia el 2007, 1 era d'una empresa extractiva, 1 d'una empresa alimentària, 4 d'empreses de fabricació de material elèctric, 2 d'empreses de fabricació d'elements pel transport, 13 d'empreses de fabricació d'altres productes industrials, 43 d'empreses de construcció, 59 d'empreses de comerç i reparació d'automòbils, 13 d'empreses de transport, 5 d'empreses d'hostatgeria i restauració, 3 d'empreses d'informació i comunicació, 5 d'empreses financeres, 4 d'empreses immobiliàries, 36 d'empreses de serveis, 19 d'entitats de l'administració pública i 16 d'empreses classificades com a «altres activitats de serveis».
Dels 55 establiments de servei als particulars que hi havia el 2009, 1 era una oficina de correu, 8 tallers de reparació d'automòbils i de material agrícola, 1 taller d'inspecció tècnica de vehicles, 1 establiment de lloguer de cotxes, 8 paletes, 4 guixaires pintors, 4 fusteries, 9 lampisteries, 9 electricistes, 5 perruqueries, 1 restaurant, 2 agències immobiliàries, 1 tintoreria i 1 saló de bellesa.
Dels 12 establiments comercials que hi havia el 2009, 1 era un hipermercat, 1 un supermercat, 2 botiges de menys de 120 m², 3 fleques, 1 una fleca, 1 una botiga d'electrodomèstics, 1 una botiga de mobles, 1 una botiga de material esportiu i 1 una joieria.
L'any 2000 a Cormelles-le-Royal hi havia 3 explotacions agrícoles.

## Equipaments sanitaris i escolars
Els 2 equipaments sanitaris que hi havia el 2009 eren farmàcies.
El 2009 hi havia 1 escola maternal i 2 escoles elementals.

## Poblacions més properes
El següent diagrama mostra les poblacions més properes.